# Karangwaru (Tegalrejo, Yogyakarta)
Karangwaru is een bestuurslaag in het regentschap Jogjakarta van de provincie Jogjakarta, Indonesië. Karangwaru telt 9346 inwoners (volkstelling 2010).